# Bullock Brook
Bullock Brook – rzeka w stanie Nowy Jork, w hrabstwie Delaware; dopływ Trout Creek. Zarówno długość cieku, jak i powierzchnia zlewni nie zostały oszacowane przez USGS.